# Вареница, Роман Михайлович
Роман Михайлович Вареница  (укр. Роман Михайлович Варениця ; 14 декабря 1978, Львовская область — 20 февраля 2014, Киев) — украинский активист Евромайдана, учитель математики. Герой Украины (2014, посмертно).

## Биография
Окончил с отличием школу в Новояворовске. Решил поехать на Евромайдан, не предупредив родителей, которые думали, что сын находится на работе во Львове. Жители Новояворовска рассказали, что Вареница подсел к землякам в автобус, после работы во Львове. В Киев уехал с другом Василием.
Согласно официальным данным, погиб 20 февраля 2014 года около 10:30 на улице Институтской в центре Киева, когда был застрелен неизвестным.

## Награды
- Звание Герой Украины с удостаиванием ордена «Золотая Звезда» (21 ноября 2014 года, посмертно) — за гражданское мужество, патриотизм, героическое отстаивание конституционных принципов демократии, прав и свобод человека, самоотверженное служение Украинскому народу, проявленные во время Революции достоинства[2]
- Медаль «За жертвенность и любовь к Украине» (УПЦ КП, июнь 2015 года) (посмертно)[3]